# 耶盧

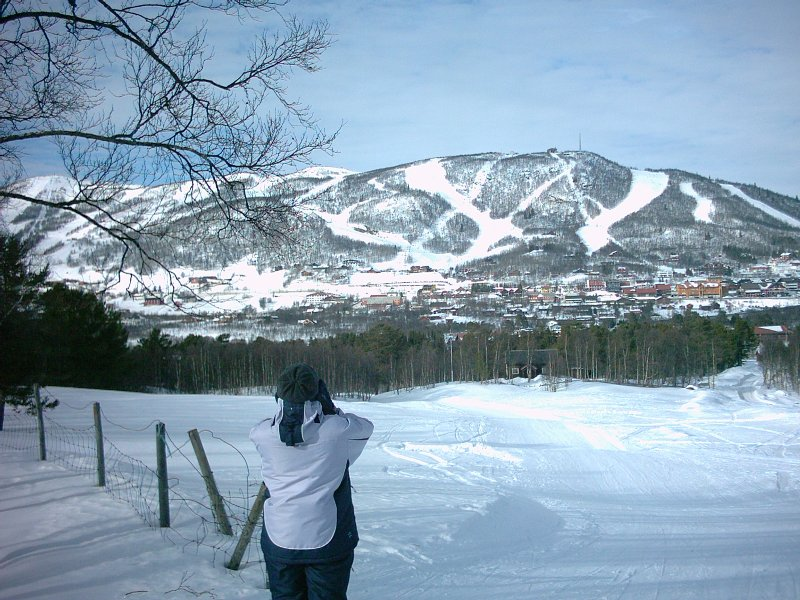
耶盧是挪威的滑雪勝地

耶盧（挪威語：Geilo，挪威語發音：[jæɪ̯luː] ⓘ）是挪威布斯克吕郡霍爾市镇的一個滑雪度假小镇，位于哈靈达尔山谷中，大約有2300名居民。耶盧是挪威的滑雪勝地。當冬季結束後，還有其他的體育活動提供包括彩彈射擊、漂流、賽車、高爾夫球、網球、自行車。兩個最流行的是山地自行車和徒步旅行。此外，還有室內衝浪。

## 外部連結
- 耶盧官方網頁 （页面存档备份，存于） （英文）

60°31′N 8°12′E / 60.517°N 8.200°E